# 上井ノ口駅
上井ノ口駅（かみいのくちえき）は、現在の神奈川県足柄上郡中井村（現・中井町井ノ口）にかつて存在した湘南軌道の駅である。

## 歴史
- 1906年（明治39年）8月1日 - 開業。
- 1937年（昭和12年）8月25日 - 廃止。

## 現在の駅周辺
- 井ノ口上児童館

## 隣の駅
湘南軌道
大竹駅 - 上井ノ口駅 - 下井ノ口駅